# Nunatak Hrabar

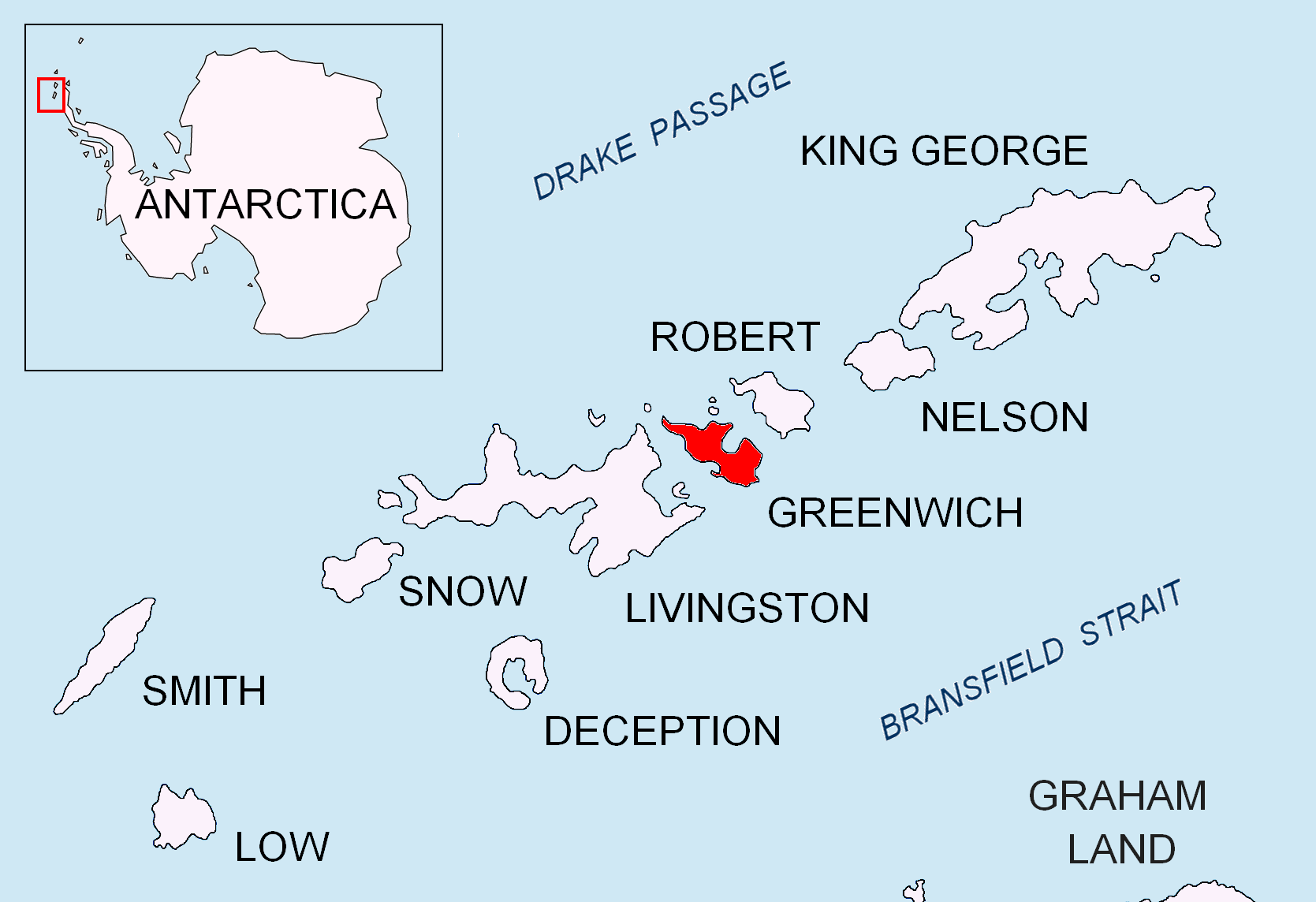
Localização da Ilha Greenwich nas Ilhas Shetland do Sul.

O Nunatak Hrabar (Nunatak Hrabar \'nu-na-tak 'hra-b&r\) é um pico rochoso de 160m na costa norte da Ilha Greenwich nas Ilhas Shetland do Sul, Antártica, e com vista da Geleira Yakoruda ao sul.  O pico "recebeu o nome do acadêmico búlgaro Chernorizets Hrabar (século 9 D.C.).".

## Localização
O penhasco está localizado em 62° 27′ 10,5″ S, 59° 57′ 38″ O que está a 1,5 km a leste do Pico Greaves, 1,2 km a oeste dos Picos Crutch, e 1,15 km ao sul do Cabo Pavlikeni e a 3,9 km a norte do Nunatak Kerseblept (levantamento topográfico búlgaro Tangra 2004/05 e mapeamento em 2005 e 2009).

## Mapas
- L.L. Ivanov et al. Antártica: Ilha Livingston e Ilha Greenwich, Ilhas Shetland do Sul. Scale 1:100000 topographic map. Sofia: Antarctic Place-names Commission of Bulgaria, 2005.
- L.L. Ivanov. Antártica: Ilha Livingston e Ilhas Greenwich, Robert, Snow e Smith. Scale 1:120000 topographic map.  Troyan: Manfred Wörner Foundation, 2009.  ISBN 978-954-92032-6-4